# André Gedalge
André Gedalge, (París, 27 de desembre, 1856 - Chessy (Sena i Marne), 5 de febrer, 1926), fou un compositor i professor francès.

## Biografia
André era fill d'Élias Émile Gedalge (9 d'abril de 1822 - 28 d'abril de 1906), nascut a Breslau, i de Clara Mayer Alexandre (1831-1905), originària de Remiremont. El seu oncle era Jonas-Elias (Jonas-Jacques en estat civil) Gedalge, nascut el 24 de maig de 1813 a Grodzisk Wielkopolski (Grätz). Els dos germans Gedalge havien estat naturalitzats francesos per decret l'any 1849. Jonas-Jacques era cantor a la sinagoga de Breslau.

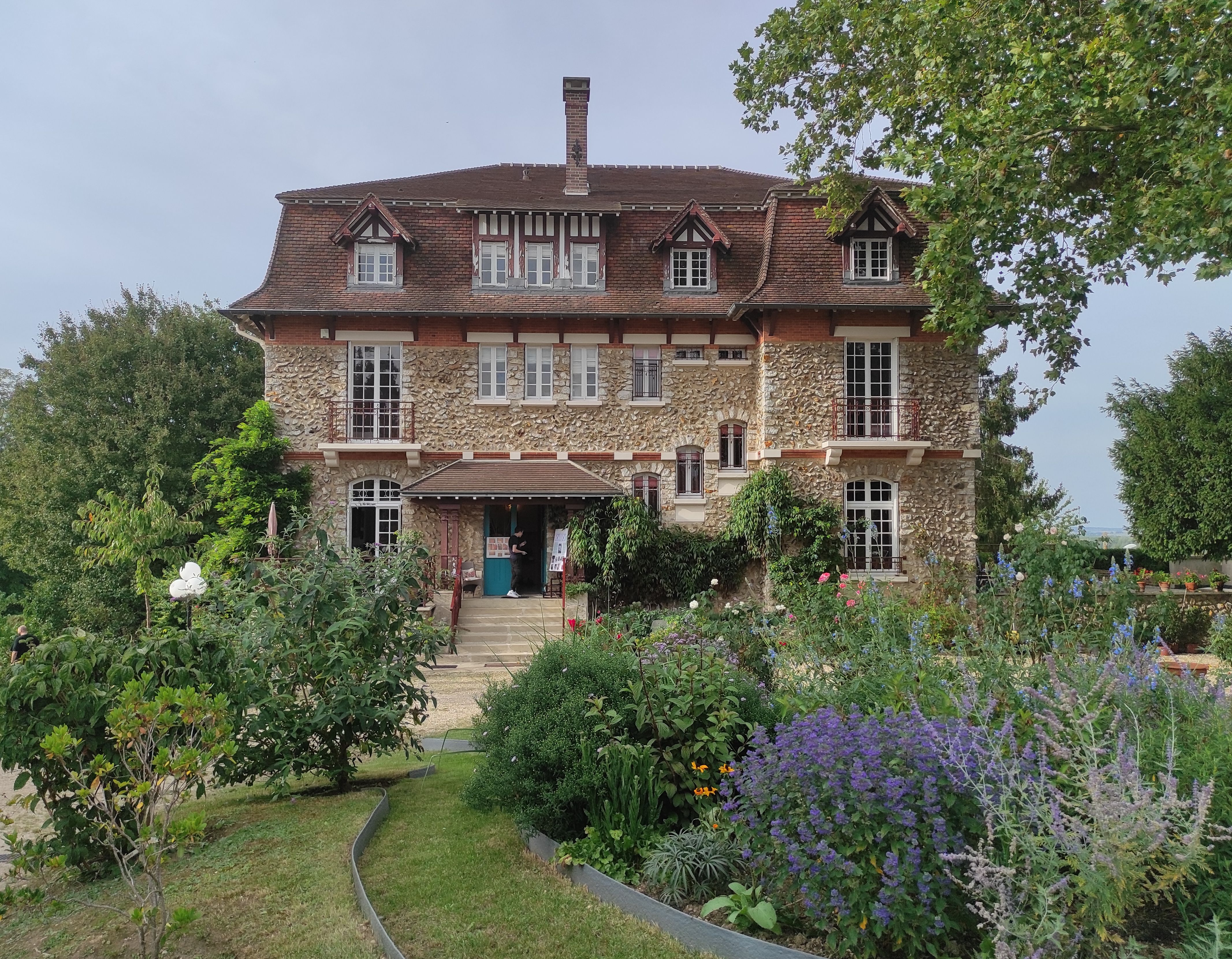
Casa del compositor André Gedalge i Amélie d'Obigny de Ferrière a Chessy

André Gedalge va ser un dels músics més notables de la seva generació. Va començar treballant a l'editorial familiar, situada al 75 de la rue des Saints-Pères de París, i que era gestionada per Élias Émile Gedalge. La Librairie Gedalge es va especialitzar en llibres cars (per a escoles laiques). En particular, publicaran Marie Laubot i Edmond About. Aquesta casa va ser arianitzada per Vichy l'any 1941, després recuperada pel fill d'André, Camille Gedalge (1902-1951).
Només l'any 1884, a l'edat de 28 anys, André va ingressar al Conservatori de París a la classe d'Ernest Guiraud, professor de Jules Massenet, després va ser professor de contrapunt i fuga el 1905. El 1886, va guanyar el Segon Premi de Roma amb la seva cantata La Vision de Saul.
El juliol de 1887 es va casar amb Amélie-Alexandrine d'Obigny de Ferrière. Entre 1912 i 1914 fou alcalde de Chessy, on posseïa una casa-taller.

## Obres principals
- 1881 : Petit Savoyard, partitura de Gedalge, pantomima en 4 actes, creada a Nouveautés;
- 1895 : Pris au Piège, premi Cressant;
- 1899 : Concerto pour piano et orchestre;
- 1900 : Phœbé, ballet en un acte creat a l'Opéra-Comique.

Altres
- Volapük-Revue (1886)[3]
- Quatuor d'archet;
- 3e Symphonie en fa majeur;
- les Vaux de Vire: recull de melodies ;
- Chansons enfantines.

## Discografia
André Gedalge - Peces i melodies instrumentals, amb Geneviève Laurenceau, violí - Mario Hacquard, baríton - Lorène de Ratuld i Claude Collet, piano - Benny Sluchin, trombó - Antoine Curé, trompeta. Distribució CD Polymnie-Abeille (2007) 5 Diapasons.
André Gedalge - Primera Sonata, amb Jean-Jacques Kantorow, violí i Alexandre Kantorow, piano. French Sonates, CD NoMadMusic (2014).